# Stazione di Cantieri
La stazione di Cantieri (in origine Cantiere Armstrong) era una stazione ferroviaria posta lungo la ferrovia Cumana, nella zona industriale della città di Pozzuoli.

## Movimento
La stazione era un importante snodo per i pendolari che raggiungevano le fabbriche di Pirelli e Sofer.
Nell'ambito dei lavori di raddoppio della linea e della costruzione della nuova stazione di Pozzuoli questa stazione è stata definitivamente soppressa il 3 ottobre 2022.